# زندگی و دیگر هیچ
زندگی و دیگر هیچ فیلمی ایرانی، ساختهٔ عباس کیارستمی، محصول سال ۱۳۷۰ است. این فیلم پارهٔ دوم از سه‌گانه کوکر است، دو فیلمِ دیگر خانه دوست کجاست؟ و زیر درختان زیتون هستند.

## خلاصه فیلم
سه روز پس از زلزلهٔ خرداد ۱۳۶۹ در استان گیلان، پدر و پسری از تهران به منطقهٔ زلزله‌زده و به‌جستجوی بابک و احمد احمدپور، بازیگرانِ فیلمِ خانه دوست کجاست؟، می‌روند. به‌دلیلِ راه‌بندان، آن‌ها مجبور می‌شوند راه‌های فرعیِ مختلفی را برای رسیدن به روستای کوکر، محلّ زندگیِ پسربچّه‌ها، طی کنند.
پدر و پسر احمد پورها را تا پایانِ فیلم نمی‌بینند اما خبرهایی از سلامتِ آن‌ها به‌دست می‌آورند.

## جوایز
- برندهٔ جایزهٔ بخشِ نوعی‌نگاه، در چهل‌وپنجمین جشنواره فیلم کن، فرانسه ۱۹۹۲
- برندهٔ جایزهٔ ویژهٔ منتقدان، در هفدهمین جشنوارهٔ بین‌المللیِ فیلمِ سائوپولو، برزیل ۱۹۹۳

## ماجرای موسیقی متن
سال‌ها پیش، حسین علی‌زاده موسیقیِ فیلمِ «زندگی و دیگر هیچ» را می‌سازد؛ ولی به‌گفتهٔ علیزاده، در گفتگویی که با جواد طوسی در ماهنامهٔ فیلم داشت، هردو به‌دلیلِ یک لج‌بازیِ کودکانه به‌نتیجه نمی‌رسند. علی‌زاده دراین مصاحبه می‌گوید: «من می‌خواستم موسیقیِ فیلم را پس بگیرم و او [کیارستمی] پس داد. بعداً خودم آن را باعنوانِ «آوای مهر» منتشر کردم. اوّل همه‌چیز خیلی‌خوب پیش رفت و با عشق طیّ دو هفته موسیقی را ساختم و اصلاً بحثِ مالی هم مطرح نبود. فقط من نمی‌خواستم طرفِ قرادادم کانونِ پرورشِ فکری باشد.» به‌گفتهٔ علیزاده در فیلم‌های کیارستمی چیزی که بلاتکلیف است موسیقی است و آقای کیارستمی متوجّه نیست که در تصویرهایش چه‌قدر موسیقی نهفته است، پس دست‌به‌دامانِ موسیقی‌های دیگر می‌شود و اصلاً از اساس آن را حذف می‌کند.